# Melderslo
Melderslo est un village situé dans la commune néerlandaise de Horst aan de Maas, dans la province du Limbourg. Le 1er janvier 2007, le village comptait 1 969 habitants.